# Радунська волость
Радуньська волость — історична адміністративно-територіальна одиниця Лідського повіту Віленської губернії (попередньо — Литовської та Гродненської губерній).
Станом на 1886 рік складалася з 72 поселень, 6 сільських громад. Населення — 7276 осіб (3610 чоловічої статі та 3666 — жіночої), 632 дворових господарств.
|                     | Площа, десятин | У тому числі орної, дес. |
| ------------------- | -------------- | ------------------------ |
| Сільських громад    | 13120          | ?                        |
| Приватної власності | ?              | 4083                     |
| Казенної власності  | —              | —                        |
| Іншої власності     | 33             | 25                       |
| Загалом             | 20959          | 11852                    |

Найбільше поселення волості:
- Радунь — село при річці Радунка за 31 версту від повітового міста, 806 осіб, 101 двір, існували єврейський молитовний будинок, школа, 14 лавок, 3 постоялі будинки, шкіряний і пивоварний заводи, 4 кузні, відбувалось торжки.